# Bài toán bảy cây cầu Euler

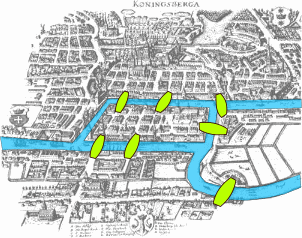
Bản đồ Königsberg thời Euler, mô tả vị trí thực của bay cây cầu và sông Pregel.

Bài toán bảy cây cầu Euler, còn gọi là Bảy cầu ở Königsberg là bài toán nảy sinh từ nơi chốn cụ thể, thành phố Königsberg, Phổ (nay là Kaliningrad, Nga) nằm trên sông Pregel, bao gồm hai hòn đảo lớn nối với nhau và với đất liền bởi bảy cây cầu. Bài toán đặt ra là tìm một tuyến đường mà đi qua mỗi cây cầu một lần và chỉ đúng một lần (bất kể điểm xuất phát hay điểm tới).
Năm 1736, Leonhard Euler đã chứng minh rằng bài toán này là không có lời giải. Kết quả này là cơ sở phát triển của lý thuyết đồ thị và tạo mầm mống cho tô pô học.

## Lời giải của Euler
Để chứng minh kết quả, Euler đã phát biểu bài toán bằng các thuật ngữ của lý thuyết đồ thị. Ông loại bỏ tất cả các chi tiết ngoại trừ các vùng đất và các cây cầu, sau đó thay thế mỗi vùng đất bằng một điểm, gọi là đỉnh hoặc nút, và thay mỗi cây cầu bằng một đoạn nối, gọi là cạnh hoặc liên kết. Cấu trúc toán học thu được được gọi là một đồ thị.
 →
 →

Hình thù của đồ thị có thể bị bóp méo theo đủ kiểu nhưng không làm đồ thị bị thay đổi, miễn là các liên kết giữa các nút giữ nguyên. Việc một liên kết thẳng hay cong, một nút ở bên phải hay bên trái một nút khác là không quan trọng.
Euler nhận ra rằng bài toán có thể được giải bằng cách sử dụng bậc của các nút. Bậc của một nút là số cạnh nối với nó; trong đồ thị các cây cầu Königsberg, ba nút có bậc bằng 3 và một nút có bậc 5. Euler đã chứng minh rằng một chu trình có dạng như mong muốn chỉ tồn tại khi và chỉ khi không có nút bậc lẻ. Một đường đi như vậy được gọi là một chu trình Euler. Do đồ thị các cây cầu Königsberg có bốn nút bậc lẻ, nên nó không thể có chu trình Euler.
Có thể sửa đổi bài toán để yêu cầu một đường đi qua tất cả các cây cầu nhưng không cần có điểm đầu và điểm cuối trùng nhau. Đường đi như vậy được gọi là một đường đi Euler. Một đường đi như vậy tồn tại khi và chỉ khi đồ thị có đúng hai đỉnh bậc lẻ. (Như vậy điều này cũng không thể đối với bảy cây cầu ở Königsberg.)

## Ý nghĩa của bài toán đối với lịch sử toán học
Trong lịch sử toán học, lời giải của Euler cho bài toán bảy cây cầu ở Königsberg được coi là định lý đầu tiên của lý thuyết đồ thị, ngành nghiên cứu mà nay được coi là một nhánh của toán học tổ hợp (combinatorics), tuy các bài toán tổ hợp đã được quan tâm đến từ sớm hơn rất nhiều.
Ngoài ra, nhận xét của Euler rằng thông tin quan trọng là số cây cầu và danh sách các vùng đất ở đầu cầu (chứ không phải vị trí chính xác của chúng) đã là dấu hiệu cho sự phát triển của ngành tôpô học. Sự khác biệt giữa sơ đồ thực và sơ đồ đồ thị là một ví dụ tốt cho thấy rằng tôpô học không quan tâm đến hình thù cứng nhắc của các đối tượng.